# Carolyn Waldo
Carolyn Jane Waldo (* 11. prosince 1964 Montréal) je kanadská synchronizovaná plavkyně. Získala tři olympijské medaile, dvě zlaté (závod jednotlivkyň a dvojic na olympijských hrách v Soulu roku 1988) a jednu stříbrnou (závod jednotlivkyň v Los Angeles 1984). Je též trojnásobnou mistryní světa, všechny tři tituly získala na MS v Madridu roku 1986 (v jednotlivcích, dvojicích i družstvech).